# Tošima
Tošima (利島) je menší, 2 × 2,4 km široký ostrov, nacházející se asi 25 km jižně od ostrova Izu Óšima v Pacifiku, patřící pod správu Japonska. Tři strany ostrova se zvedají strmě do výšky až 300 m, zbylá čtvrtá, severní strana je přístupná a na jejím pobřeží se nachází osada a přístav stejného jména.
Prakticky celý ostrov je tvořen starším, v současnosti neaktivním stratovulkánem, ve složení převládají andezity a bazalty. Poslední erupce se odehrály před 4 000 (± 1 000) lety.